# Ловро Илочки
Ловро Илочки (мађ. Újlaki Lőrinc) је био угарски великаш, херцег илочки (између 6. августа и 3. септембра 1459 — између 25. маја и 15. јуна 1524), мачвански бан (1477–1492), београдски бан (1511–1513), члан краљевске дворске коморе (око 1516) и државни судија (1517–1524). Као и његов отац, спадао је у редове најмоћнијих славонских великаша крајем 15. и почетком 16. века.

## Биографија
Ловро је био син Николе Илочког и Доротеје . У изворима се први пут јавља 1460. године. Следећи пут се у изворима среће 1471. године у тестаменту свога оца. Наследио је сва његова непокретна добра. Након смрти угарског краља Матије Корвина (1490) има више података о Ловру. Он је тада стао на страну славонских великаша који су подржавали Матијиног незаконитог сина Иваниша. Када је за угарског краља изабран Владислав II, Ловро прелази на страну светоримског цара Максимилијана I. Захваљујући савезништву са вранским приором и јајачким баном Бартолом Бериславићем, Ловро је постао најопаснији краљев противник. Савременици су га оптуживали да шурује са Турцима и подстиче њихове провале у Славонију. Крајем 1494. године избио је рат, те је трансилванијски војвода Бартол Драгић опсео Илок. Краљ свечано улази у град 21. децембра. Ловро је тражио да се његова ствар решава на угарском сабору. Краљ је одбио. Ловро се морао покорити, а кривцу је пребацивао на Бериславића. Одлуком Државног већа, враћена су му сва добра 1496. године. Услов је био да их препише држави, уколико умре без наследника. Године 1500. Ловро је писао папи Александру VI тражећи од њега да се канонизује Јован Капистран. Сам је дао новац за подмирење трошкова процеса. Године 1493. склопио је уговор са Стефаном Запољом о узајамном наслеђивању породичних имања, уколико један од њих двојице умре без мушких наследника. Због тога је Јован Запоља касније тражио његову баштину.
Ловро се женио два пута: први пут са Катарином, ћерком Јована Понграца. Са њом је имао сина који је убрзо умро. Други пут оженио је Магдалену Бакош. Сахрањен је у фрањевачкој цркви у Илоку. На надгробној плочи је натпис: HIC EST SEPVLTVS ILLVSTRIS D[OMI]N[V]S LAVRE[N]CIVS DVX DE WIILAK FILI[VS] OLIM SERENISSI[MI] D[OMI]NI NICOLAI REGIS BOZNE VNA CVM CO[N]SORTE SVA D[OMI]NA KATHERINA [… PONG]RACZ QVI OBIIT AN[N]O MCCCCC[XXIV] (Овде је покопан знаменити господин, херцег Ловро Илочки, син покојног пресветлога босанског краља Николе, заједно са својом супругом, госпођом Катарином Понграц, који је преминуо 1524. године). Његовом смрћу изумрла је породица Илочких.